# Best Defense
Best Defense is een Amerikaanse film uit 1984 van regisseur Willard Huyck. Met in de hoofdrollen Dudley Moore en Eddie Murphy.
Bij het testpubliek werd de eerste versie van de film slecht ontvangen. De studio besloot toen een aantal nieuwe opnames te maken met Eddie Murphy als officier die een tank test. Ondanks deze toevoeging deed de film het slecht in de bioscopen en bij de critici.
Het scenario van de film is gebaseerd op de roman Easy and Hard Ways Out van Robert Grossbach.

## Verhaal
Wylie Cooper werkt als ingenieur aan een geheim wapensysteem voor een gevechtstank van het Amerikaanse leger. Cooper is niet briljant en wordt op zijn huid gezeten door zijn baas, Clair Lewis, om juist met briljante oplossingen te komen. Het bedrijf waarvoor ze werken zit namelijk zwaar in de problemen en zit verlegen om een defensiecontract. Plotseling krijgt Cooper het geluk in zijn schoot geworpen. Hij krijgt een computerschijf in handen waarop een revolutionair ontwerp staat voor een wapensysteem, de WAM. Als de eigenaar van het ontwerp vervolgens wordt vermoord door een buitenlandse spion, is Wylie de enige die weet wat op de schijf staat en kan hij zich voordoen als de ontwerper. Cooper brengt de ideeën van de schijf in de praktijk en is gelijk de held van de fabriek. Maar hij wordt achtervolgd door de moordenaar van de oorspronkelijke eigenaar van de computerschijf die achter de geheimen aanzit. Tegelijkertijd blijkt het de WAM niet geheel stabiel te zijn en oververhit te raken bij overbelasting, terwijl ook de rest van de tank slecht functioneert. Cooper ontdekt dat zijn bazen testrapporten vervalsen om dit geheim te houden en zo het defensiecontract in handen te krijgen. Als Cooper zich verzet tegen deze praktijken wordt hij ontslagen. Intussen volgen we de belevenissen van Luitenant Landry die een jaar later in de woestijn van Koeweit de tank aan het testen is. De tank is uitgerust met de WAM van Cooper. Tijdens het testen valt Irak Koeweit binnen en moet Landry in actie komen. De tank blijkt echter een wrak en de wapensystemen vallen tijdens het rijden uit elkaar. Tijdens de climax van de film weet Cooper de buitenlandse moordenaar uit te schakelen. Hij bedenkt ook iets om de oververhitting van de WAM tegen te gaan. En dat laatste redt het vege lijf van Landry en zijn tank, die op het juiste moment een gevechtshelikopter van Irak kunnen uitschakelen. Het wapensysteem wordt door de uitvinding van Cooper tegen oververhitting beschermd en kan blijven vuren.

## Rolverdeling
| Acteur         | Personage      | Opmerkingen |
| -------------- | -------------- | ----------- |
| Dudley Moore   | Wylie Cooper   | hoofdrol    |
| Eddie Murphy   | Ltn. Landry    | hoofdrol    |
| Helen Shaver   | Clair Lewis    |             |
| George Dzundza | Steve Loparino |             |
| Kate Capshaw   | Laura Cooper   |             |

## Achtergrond
Oorspronkelijk was Best Defense bedoeld als film rondom Dudley Moore. Moore was in 1984 nog altijd populair door zijn optredens in films als 10, Arthur en Micky and Maud. Verwacht werd dat Moores optreden de film zou kunnen dragen. De studio was echter niet te spreken over het eindresultaat. Om het geheel op te poetsen huurde men Eddie Murphy in. Murphy was razend populair vanwege zijn optredens in Saturday Night Live en 48 Hrs. en rondom hem werden de scènes van het testen van de tank opgenomen. Murphy voegde humor toe aan de film. Als de climax van de film nadert, krijgt hij in zijn rol als Landry te horen dat de WAM oververhit raakt, en geeft als antwoord: "The WAM is overheating! The WAM is overheating! What the fuck is a WAM?". Door de scènes met Moore en Murphy door elkaar heen te mixen, krijgt de kijker een kijkje op zowel ontwerp als resultaat. In de scènes met Moore zien we de ontwikkeling van de WAM en in de scènes met Murphy zien we hoe slecht de WAM functioneert. Dit levert een meer dynamische beeldenreeks op, waarbij de oorlogsscène met Murphy de climax vormt. De bijdrage van Murphy kon echter niet verhelpen dat de film flopte en nauwelijks uit de kosten kwam.